# McFarland (birra)
La McFarland, commercialmente nota come McFarland Red Beer è una birra di stile Irish red ale originariamente prodotta in Irlanda dal birrificio Murphy Brewery, successivamente prodotta in Italia su licenza dall'industria Heineken presso il birrificio Dreher.
Birra dal caratteristico intenso colore ambrato, dalla schiuma compatta ma effimera, dal sapore fruttato di miele e di malto tostato. Caratteristico il logo del prodotto che raffigura, anche nell'etichetta, tre bianchi levrieri.